# Scadenza
La scadenza indica il termine di un contratto.

## Descrizione
Se l'opzione (contratto corrispondente a 100 azioni) è una scommessa sul prezzo che avrà in futuro il suo sottostante, la scadenza è una delle sue caratteristiche principali, dal momento che precisa il periodo temporale in cui varrà questa scommessa. In altre parole, comprando o vendendo un'opzione, si decide di puntare sul fatto che quel titolo avrà un certo prezzo in un preciso momento, ad esempio tra un mese, o tra due mesi, o tra un trimestre, o tra un anno. Ovviamente, il costo dell'opzione sarà proporzionale alla sua durata: maggiore è il periodo di validità dell'opzione, maggiori sono le probabilità che il prezzo si muova e vada nella direzione da me sperata.
Nella borsa americana, la più importante per volumi, e quella che ha inventato le opzioni, il giorno di scadenza è tipicamente il terzo venerdì del mese. Tuttavia, con l'aumento dei derivati offerti, anche le scadenze sono divenute più articolate, e così esistono opzioni che scadono in giorni diversi dal venerdì (come per alcuni indici di borsa quali SPX, DJX, NDX, RUT, etc.) od in settimane diverse dalla terza (come le weeklys e le quaterlys).
Normalmente, le emissioni di opzioni riguardano i due-tre mesi successivi, oltre ad un'eventuale scadenza più distanziata di circa quattro-sei mesi, e talora la scadenza del gennaio del nuovo anno. Le diverse scadenze permettono di impostare strategie come calendars e diagonals, mentre straddles, strangles, condors, butterflies combinano tra di loro opzioni scadenti nello stesso giorno, ma di tipo e strike diversi.
Alla scadenza, le opzioni che hanno valore intrinseco (in inglese "In-The-Money"), che cioè, rispetto al prezzo del titolo sottostante alla chiusura di quel giorno, avranno uno strike più basso (per le call) o più alto (per le put), divengono passibili di esercizio d'opzione e verranno automaticamente convertite in azioni: acquisirò quindi 100 azioni per ogni call I-T-M posseduta, ne cederò 100 per ogni put I-T-M posseduta.
A differenza di quelle trattate in Europa, la stragrande maggioranza delle opzioni della borsa americana possono venire esercitate anche prima della loro naturale scadenza.